# De Bethune
de Bethune is een Belgische adellijke familie van Henegouwse oorsprong. Ze is niet verwant met de middeleeuwse heren van Bethune die tot de familie van de graaf van Vlaanderen behoorden (Huis van Béthune). Ze is evenmin verwant met het Frans-Belgische Huis Béthune-Hesdigneul, een geslacht dat de titels prins(es) en graaf de/van Béthune-Hesdigneul voerde en voert.
De eerste bekende voorvader, Louis Bethune, wordt vermeld in 1574. Na enkele generaties landbouwers werden de nazaten welvarende handelaars in Rijsel en in Kortrijk. Félix Bethune werd als eerste in de adelstand verheven in 1845, met de titel van ridder, overdraagbaar bij eerstgeboorterecht. Hij is de stamvader van de in de adel opgenomen de Bethunes. In 1855 werd hij baron, met zelfde overdraagbaarheid. In 1871 werd de baronstitel overdraagbaar op alle nakomelingen die de naam dragen. Hun wapenspreuk luidt "Nec auro, nec armis".
Door verschillende vonnissen tussen 1903 en 1907 werd de naam 'Bethune' gerectificeerd in 'de Bethune' voor alle overleden en levende leden van de familie vanaf de voorvader Pierre de Bethune (1672-1735). 
De familienaam verwijst waarschijnlijk niet naar de Frans-Vlaamse gemeente Bethune, die in Frankrijk officieel als Béthune wordt gespeld.

## Bekende leden
- Félix Bethune (1789-1880), lid van het Nationaal Congres, senator en burgemeester van Kortrijk
  - Jean-Baptiste Charles de Bethune (1821-1894), architect en promotor van de neogotiek
    - Jean-Baptiste de Bethune jr. (1853-1907), advocaat, (kunst)historicus, burgemeester van Oostrozebeke en gouverneur van West-Vlaanderen
    - Felix Marie de Bethune (1855-1922), sociaal denker
    - Joseph de Bethune (1859-1920), provincieraadslid van West-Vlaanderen, substituut-procureur en onderzoeksrechter
    - François de Bethune (1868-1938), hoogleraar aan de Katholieke Universiteit Leuven en burgemeester van Marke
    - Emmanuel Marie de Bethune (1869-1909), burgemeester van Oostrozebeke en Marke
      - Jean-Baptiste de Bethune (1900-1981), provincieraadslid van West-Vlaanderen en schepen van Marke
        - Jean-Louis de Bethune (1929-1978), priester
        - Emmanuel Pierre de Bethune (1930-2011), burgemeester van Marke en van Kortrijk
          - Sabine de Bethune (1958), advocaat, voorzitter van de Senaat, Vlaams volksvertegenwoordiger en rechter bij het Grondwettelijk Hof
          - Jean-Emmanuel de Bethune (1959), advocaat, voorzitter van de provincieraad van West-Vlaanderen, gedeputeerde van West-Vlaanderen en schepen van Kortrijk

        - Jacques de Bethune (1932), benedictijner monnik en tekenaar
        - Guy de Bethune (1934), arts en lid van de Provinciale Commissie voor Monumenten en Landschappen van West-Vlaanderen
          - Bernadette de Bethune, general manager bij Vandewiele en bestuurder van DPG Media, gehuwd met Charles Beauduin (1959), CEO van Vandewiele en Barco

        - François de Bethune (1936), benedictijner monnik

  - Felix Achille de Bethune (1824-1909), priester en numismaticus
  - Paul de Bethune (1830-1901), advocaat, schepen van Aalst, provincieraadslid van Oost-Vlaanderen en ondervoorzitter van de Senaat
    - Felix de Bethune (1857-1901), advocaat en provincieraadslid van Oost-Vlaanderen
    - Léon de Bethune (1864-1907), diplomaat, schepen van Aalst en volksvertegenwoordiger
    - Louis de Bethune (1872-1939), advocaat, schepen van Aalst, provincieraadslid van Oost-Vlaanderen en volksvertegenwoordiger
    - Gaston de Béthune (1877-1966), officier
      - Adelaïde de Bethune, beter bekend onder haar artiestennaam Ade Bethune (1914-2002), kunstenares